# Аджей, Сэмми (1980)
Сэмюэль (Сэмми) Аджей (англ. Samuel Adjei; родился 1 сентября 1980 года в Аккре, Гана) — ганский футболист, вратарь.

## Карьера

### Клубная карьера
Аджей начал карьеру в клубе «Хартс оф Оук» в 1997 году. На протяжении нескольких лет он был основным вратарём команды, хотя у него и случались травмы и периоды спада, когда он временно уступал место в воротах другим игрокам. В 2000 году Аджей защищал ворота «Хартс» в обоих финальных матчах Лиги чемпионов КАФ против «Эсперанса», в которых его клуб одержал победу.
В конце июля 2004 года Аджей перешёл в тунисский клуб «Клуб Африкэн», который взял его в годичную аренду. Ненадолго вернувшись в «Хартс оф Оук» в 2005 году, Аджей снова покинул клуб, в сентябре того же года подписав контракт с израильским «Ашдодом». На протяжении трёх лет он защищал ворота израильского клуба, пользовался популярностью у болельщиков команды. Однако в конце 2007 года, когда в «Ашдод» слабо стартовал в очередном чемпионате Израиля, руководство клуба приняло решение отказаться от услуг ганского вратаря и нашло ему замену.
В августе 2008 года Аджей вернулся в «Хартс оф Оук». Летом 2009 года он был близок к переходу в южноафриканский «Марицбург Юнайтед», где провёл несколько дней на просмотре, но в итоге переход не состоялся, и Аджей остался в «Хартс». За клуб он продолжал выступать до 2013 года, когда после конфликта с главным тренером Дэвидом Дунканом потерял место в составе. В том году руководство команды взяло курс на обновление состава и выставило на трансфер сразу 14 футболистов, среди которых оказался и Аджей. После ухода из «Хартс» он вёл переговоры с несколькими клубами, среди которых назывались «Грейт Олимпикс» и принципиальный соперник его родной команды «Асанте Котоко», но так и остался без клуба. Два года проведя вне футбола, осенью 2015 года Аджей заявил о своём желании вернуться в бывший клуб.

### Карьера в сборной
Аджей сыграл 37 матчей за национальную сборную Ганы. Некоторое время он был основным вратарём сборной (в том числе в квалификации к чемпионату мира 2006 года), но затем уступил место в воротах Ричарду Кингсону. В составе сборной Аджей принимал участие в Кубках африканских наций 2000, 2002, 2006 и 2008 годов. Также он был резервным вратарём на чемпионате мира 2006 года, на поле не выходил.
В 2008 году Аджей стал со сборной Ганы бронзовым призёром Кубка африканских наций. Вновь он на протяжении всего турнира оставался в запасе, пока ворота защищал Кингстон. После турнира Аджей объявил о своём решении завершить выступления за национальную сборную. Он отметил, что это решение продиктовано не тем фактом, что он является лишь вторым вратарём команды, а желанием сосредоточиться на выступлениях на клубном уровне. Однако в 2010 году Аджей попросил ганскую футбольную федерацию отменить его отказ выступать за сборную. В 2011 году он несколько раз появлялся в запасе сборной, но на поле в официальных матчах больше не выходил.